# Han (Japonia)
Han (jap. 藩 han) – lenna feudalne w Japonii, które utworzył w  XVI w. Hideyoshi Toyotomi. Likwidacja systemu hanów została przeprowadzona w 1871, trzy lata po restauracji Meiji. Na ich miejsce ustanowiono prefektury. Liczba hanów ulegała zmianom; zwykle wynosiła ona około 300. W większości były one rządzone przez daimyō, których ziemie były wyceniane na co najmniej 10 tys. koku. 
Najbogatszym hanem był Kaga, z produkcją 1 022 700 koku. Han Kaga znajdował się na obszarze ówczesnych prowincji: Kaga, Etchu i Noto.

## Han a prowincja
Prowincje (jap. 国 kuni) zostały ustanowione we wcześniejszych okresach historycznych (w większości w VIII wieku) przez dwór cesarski. Początkowo prowincja była jednostką administracyjną rządu centralnego. W okresie Muromachi siogunat wyznaczył shugo daimyō do zarządzania każdą prowincją. Władza większości shugo daimyō uległa ograniczeniu pod koniec okresu Muromachi i zostali oni zastąpieni przez sengoku daimyō. Wielu sengoku daimyō było samurajami niższej rangi niż shugo daimyō, ale niektórzy shugo daimyō przetrwało aż do okresu Edo (np. Shimazu w prowincji Satsuma).
W okresie Edo prowincje pozostały w formie nazw geograficznych. W przeciwieństwie do nich han był lokalną strukturą administracyjną i jako taka określał obszar, nad którym rozciągał swoją władzę lokalny rząd. System hanów został określony przez siogunat Tokugawów. Hany miały rozmaitą wielkość, ale zgodnie z definicja siogunatu, każdy han był posiadłością o rocznej produkcji co najmniej 10 tys. koku. Daimyō był głową hanu i bezpośrednim wasalem sioguna. Jeśli wasal daimyō posiadał lenno ponad 10 tys. koku (np. Kagetsuna Katakura z Sendai lub Kurōbei Inada z Tokushima), zgodnie z definicją nie był on daimyō, ponieważ służył swojemu daimyō, a nie siogunowi. Mimo to, takie lenno mogło być dla wygody nazywane hanem.

## Stosunki między hanem a bakufu
Podstawowe struktury hanu i bakufu były podobne, ponieważ Ieyasu Tokugawa, twórca bakufu, utrzymał struktury rządowe wypracowane przez jego przodków, lokalnych daimyō w prowincji Mikawa. Niektórzy daimyō, przede wszystkim ci, których przodkowie służyli Tokugawom przed 1600 (fudama daimyō), byli panami swoich hanów oraz pełnili funkcje urzędowe w ramach bakufu. 
Każdy daimyō służył siogunowi i otrzymywał od niego prawo do rządzenia hanem. Następca każdego daimyō był wcześniej zatwierdzany przez siogunat. Gdy zapadała decyzja o wyznaczeniu następcy, syn daimyō (rodzony lub adoptowany) udawał się do zamku Chiyoda w Edo i spotykał się z siogunem w celu uznania i pozwolenia na sukcesję. W przypadku, gdy ta procedura została zignorowana, sukcesja była anulowana, a han był likwidowany w drodze procesu określanego po japońsku toritsubushi (wymazanie).
Mimo że każdy daimyō składał przysięgę lojalności siogunowi, stosunki między nimi a siogunem kształtowały się rozmaicie. Poza czynnikami osobistymi, stosunki między każdym hanem a siogunatem były zdeterminowane przez stosunek rodu rządzącego hanem do rodu Tokugawa. Na tej podstawie były zdefiniowane trzy klasy hanów:
- fudama - rody, które były wasalami Tokugawów przed bitwą pod Sekigaharą w 1600. Daimyō z tych rodów obsadzali ważne stanowiska w ramach bakufu.
- tozama - rody, które uznały zwierzchność Tokugawów po bitwie pod Sekigaharą (niekoniecznie walczyły przeciwko nim). Ci daimyō nie mieli prawa do pełnienia funkcji rządowych.
- shinpan - rody związane pokrewieństwem z siogunem, spośród których wybierano kolejnego sioguna w razie braku bezpośredniego następcy. Shinpan daimyō nie mogli pełnić funkcji rządowych, ale siogun liczył się z ich zdaniem i często byli jego oficjalnymi doradcami[2].

## Wielkość hanu
Inna klasyfikacja hanów opierała się na ich wielkości. W okresie Edo rozmiar posiadłości daimyō był określany według jego zdolności produkcyjnej w koku ryżu (kokudaka). W rzeczywistości kokudaka obejmowało zbiory różnych plonów (poza tymi objętymi monopolami wewnątrz hanu) oraz dodatkowe podatki i opłaty (np. podatek od soli). Każdy han posiadał oficjalną zdolność produkcyjną omotedaka, która została określona w pierwszych latach siogunatu Tokugawów i rzadko była uaktualniana. Rzeczywista produkcja hanu (jitsudaka) najczęściej różniła się od wartości oficjalnej, w większości przypadków na plus. 
Dziesięć największych hanów w okresie Edo:
| Nazwa hanu | Ród       | Omotedaka (koku) | Jitsudaka (koku) | Status  |
| ---------- | --------- | ---------------- | ---------------- | ------- |
| Kaga       | Maeda     | 1 022 700        | 1 353 300        | tozama  |
| Satsuma    | Shimazu   | 770 000          | 869 500          | tozama  |
| Mutsu      | Date      | 625 600          | 958 400          | tozama  |
| Owari      | Tokugawa  | 619 500          | ...              | shimpan |
| Kii        | Tokugawa  | 555 000          | 539 400          | shimpan |
| Higo       | Hosokawa  | 540 000          | 721 000          | tozama  |
| Chikuzen   | Kuroda    | 520 000          | ...              | tozama  |
| Aki        | Asano     | 426 000          | 488 000          | tozama  |
| Chōshū     | Mōri      | 369 000          | 713 600          | tozama  |
| Hizen      | Nabeshima | 357 000          | ...              | tozama  |

## Ranga hanu
Hany różniły się wielkością oraz, w konsekwencji, generowanym dochodem. Klasyfikacja hanów przez siogunat opierała się na ich wielkości, ale silnie zależała też od ich znaczenia politycznego. Han i jego daimyō powinni zachowywać się zgodnie ze swoją rangą.
Największe hany były posiadłościami większymi niż pojedyncza prowincja, a ich daimyō byli nazywani kokushu, władcami prowincji. W prowincjach Mutsu i Dewa główni daimyō również otrzymali tę rangę, ponieważ ich posiadłości obejmowały całe prowincje. Wśród władców prowincji znajdowali się: Maeda, Shimazu, Ikeda, Date i inni wielcy daimyō. 
Niektóre hany otrzymały tę najwyższą rangę mimo niewielkiego zajmowanego obszaru. W niektórych sytuacjach mogło to oznaczać duże obciążenia finansowe.
Daimyō najniższej rangi nie mieli prawa do budowy zamku. We wczesnych latach okresu Edo siogunat wprowadził zasadę "jedna prowincja, jeden zamek", ale później w prowincjach powstawało wiele zamków.